# Tanacetum
Tanacetum es un género  de fanerógamas  perteneciente a la familia Asteraceae, nativo de las temperaturas templadas del Hemisferio Norte.  Comprende 479 especies descritas y de estas, solo 132 aceptadas.

## Descripción
Son hierbas perennes o rara vez anuales, generalmente aromáticas, bases leñosas, a menudo rizomatosas y basalmente con brotes erectos o ascendentes, frondosa y ramificada, a veces subescapiforme. Hojas alternas, pinnatífidas o 1-3-pinnatisectas, puntiformes, rara vez enteras, aserradas. Capítulos heterógamos, irradiados, disciformes o discoides, solitarios o corimbosos. Involucro hemisférico o superficialmente en forma de campana en términos generales, filarios 3-4-seriados, imbricados, con márgenes de color marrón oscuro. Receptáculo plano, hemisférico o convexo. Rayos florales, cuando están presente, femeninos, fértiles o estériles, con lígulas con 3 lóbulos, blanco, amarillo o rosado, en formas discoidales tubular, femenino o hermafrodita. Los floretes del disco tubulares, con 5 lóbulos, de color amarillo. Anteras minuciosamente sagitadas en la base. Vilano una corona o en general irregularmente dentado, con escamas o lobulado, a veces adaxialmente bien desarrollado.

## Ecología
Especies de Tanacetum son usadas como alimento por las larvas de algunas especies de Lepidopteras, incluyendo Eupithecia succenturiata, Eupithecia subfuscata, Eupithecia centaureata, Eupithecia icterata, Eupithecia absintiata y de Coleophora C. chrysanthemi (come exclusivamente de T. corymbosum), C. tanaceti (come exclusivamente de T. vulgare) y C. trochilella.

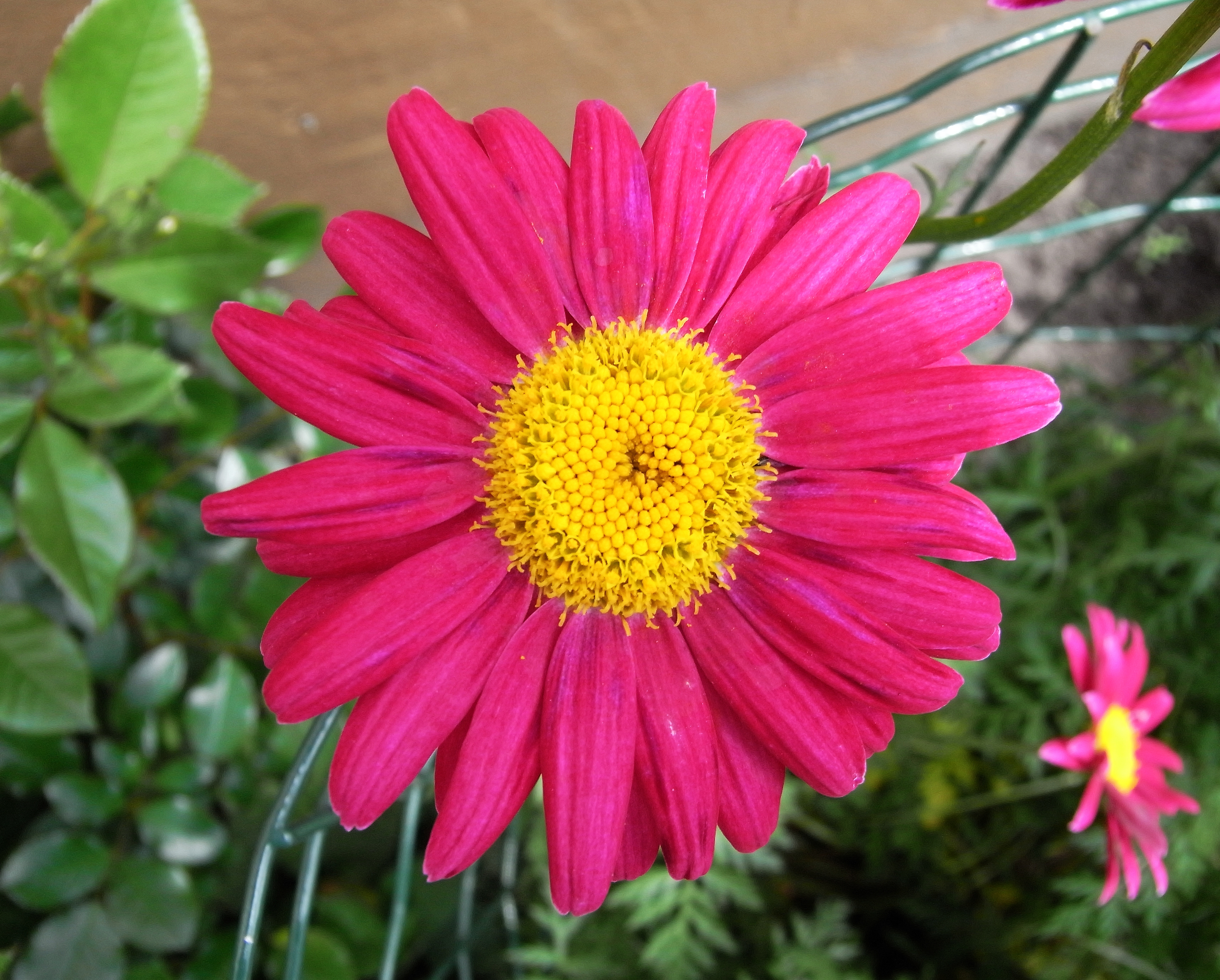

## Taxonomía
El género fue descrito por Carlos Linneo y publicado en Species Plantarum 2: 843–845. 1753. La especie tipo es: Tanacetum vulgare L.
Etimología
Tanacetum: nombre genérico  derivado del latín medieval "tanazita" que a su vez proviene del griego "athanasia" (= inmortal, a largo plazo), que probablemente indica la larga duración de la inflorescencia de esta planta, en otros textos se refiere a la creencia de que las bebidas a base de las hojas de esta planta confiere la vida eterna.

## Especies

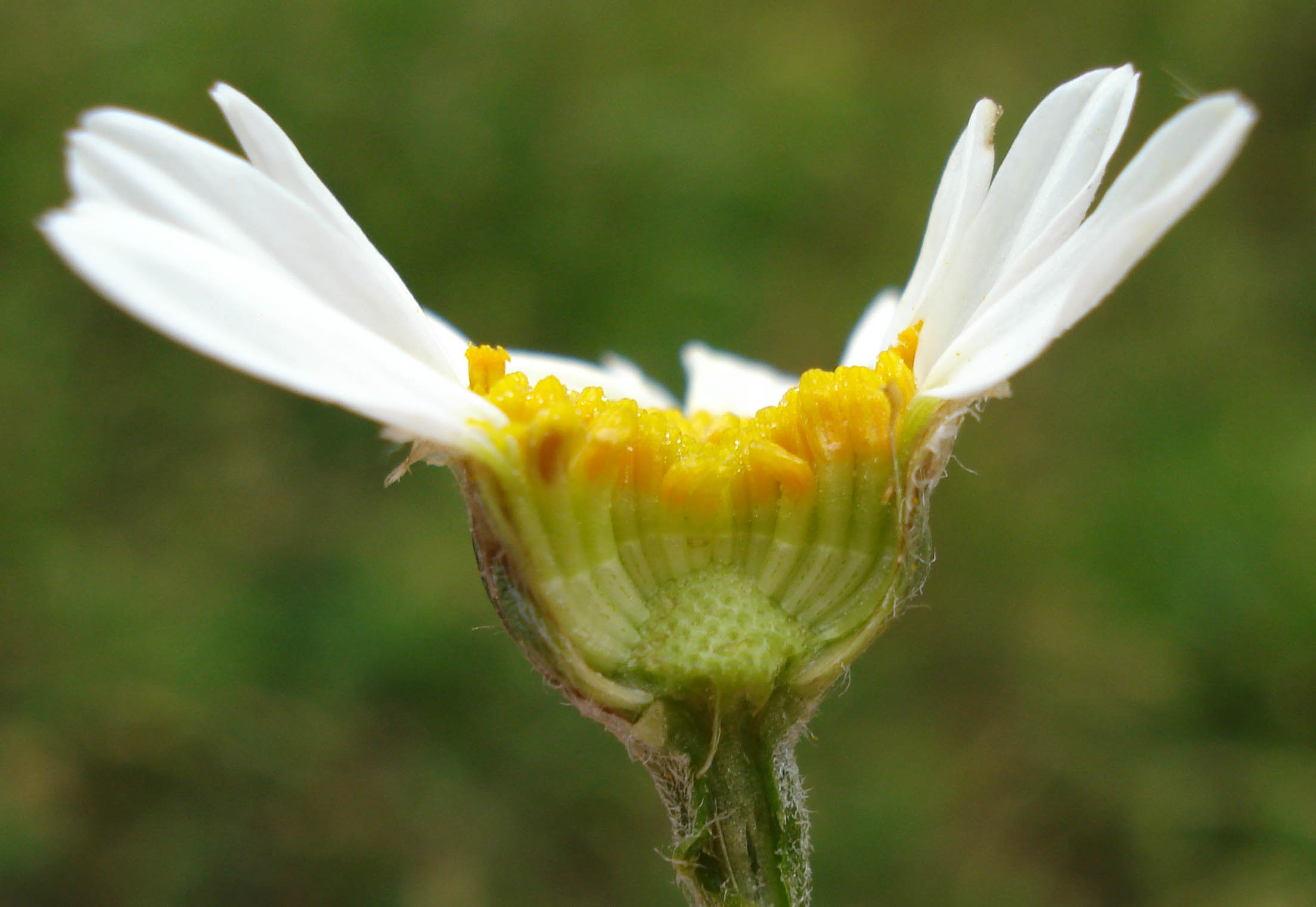
Tanacetum corymbosum

- Tanacetum abrotanifolium
- Tanacetum achilleifolium
- Tanacetum annuum L. - charamasca[9]
- Tanacetum argenteum
- Tanacetum atkinsonii
- Tanacetum balsamita
- Tanacetum bipinnatum
- Tanacetum camphoratum
- Tanacetum cinerariifolium
- Tanacetum coccineum
- Tanacetum compactum
- Tanacetum corymbosum
- Taraxacum crepidiforme
- Tanacetum densum
- Tanacetum dolomiticum
- Tanacetum douglasi
- Tanacetum ferulaceum
- Tanacetum haradjanii
- Tanacetum huronense
- Tanacetum macrophyllum
- Tanacetum nuttallii
- Tanacetum parthenifolium
- Tanacetum parthenium
- Taraxacum podkutnokensis
- Tanacetum potentilloides
- Tanacetum poteriifolium
- Tanacetum praeteritium
- Tanacetum procreatrix
- Tanacetum ptarmiciflorum
- Tanacetum vulgare[10]

## Galería

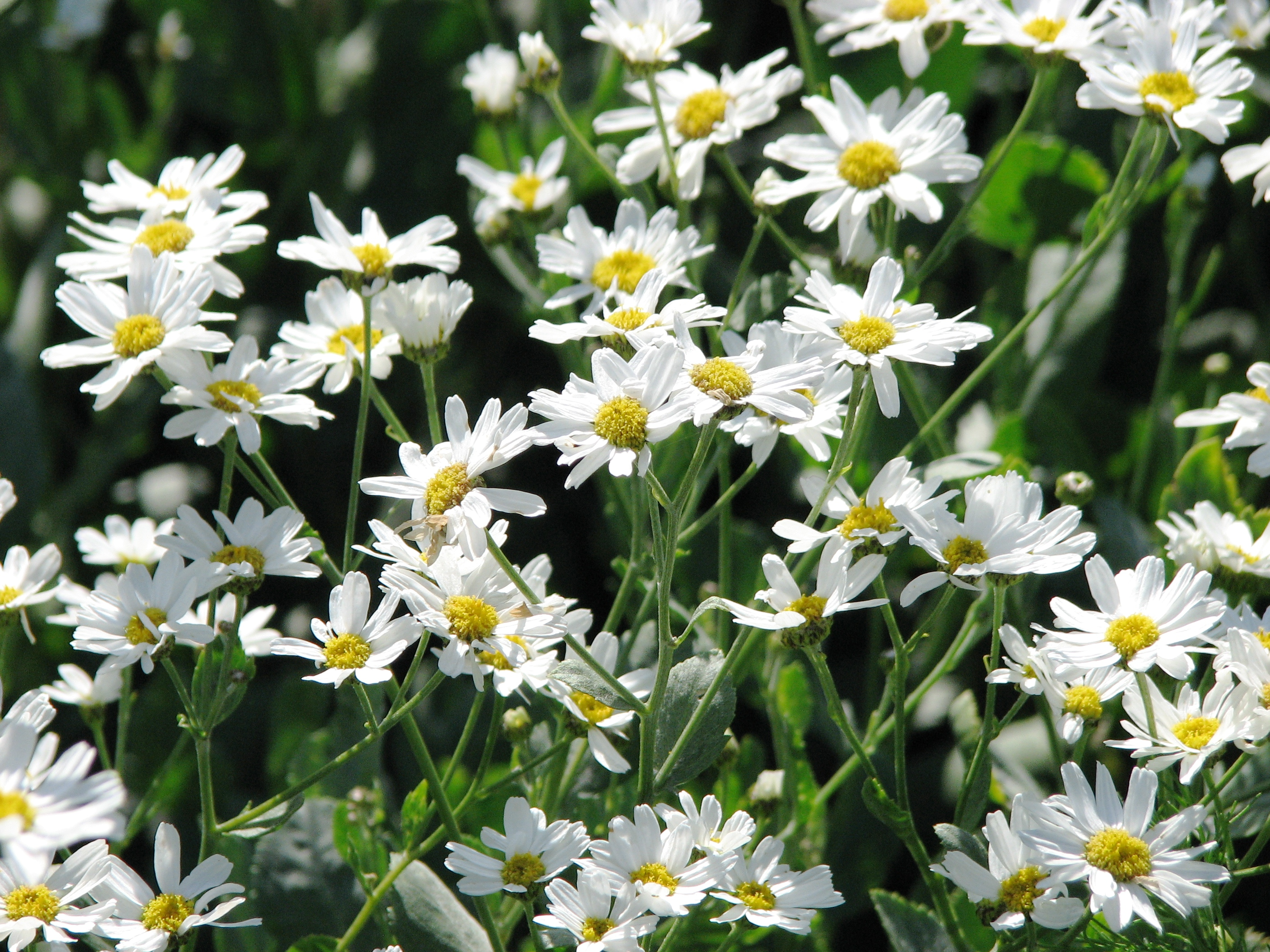
Tanacetum balsamita
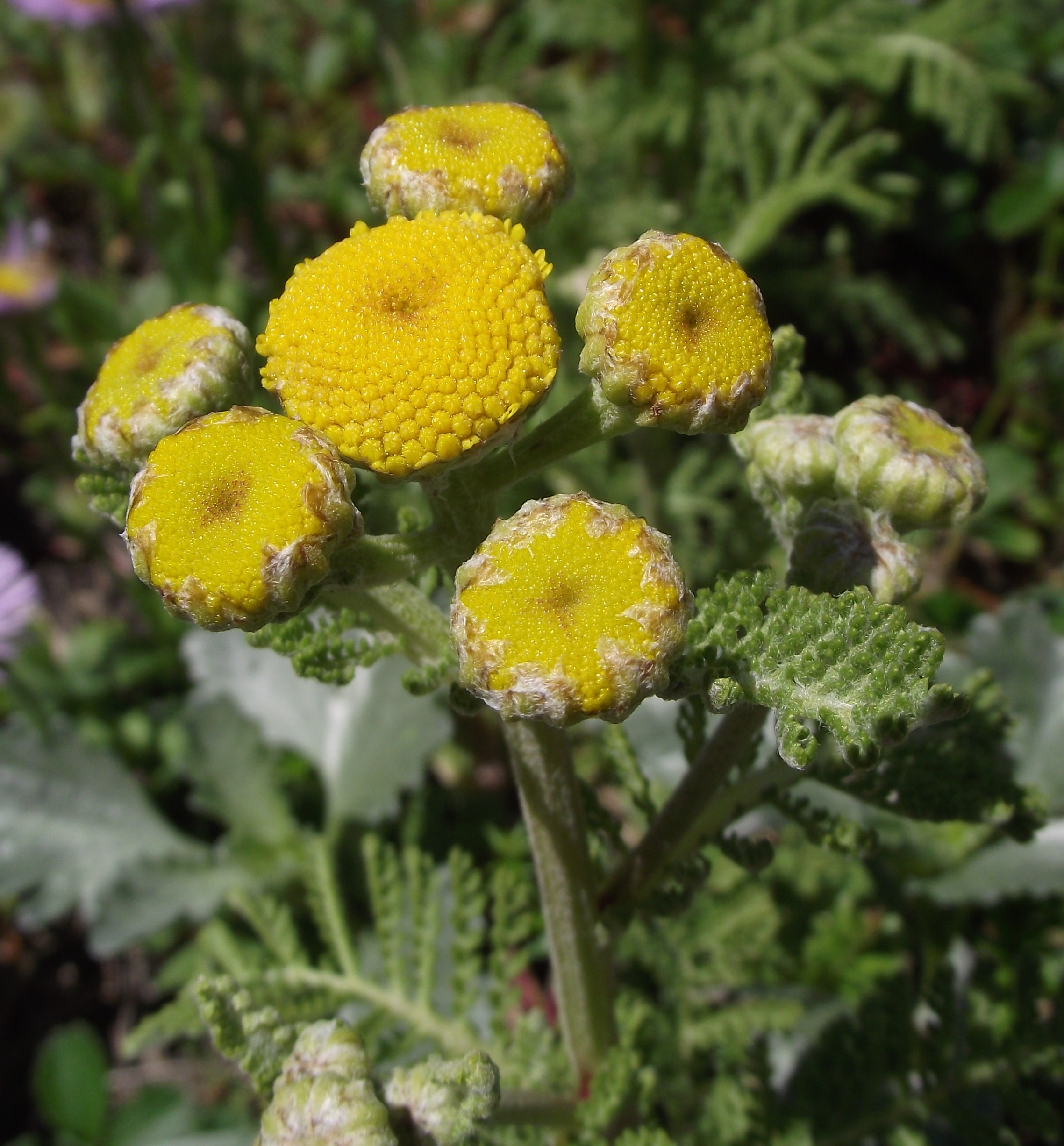
Tanacetum camphoratum
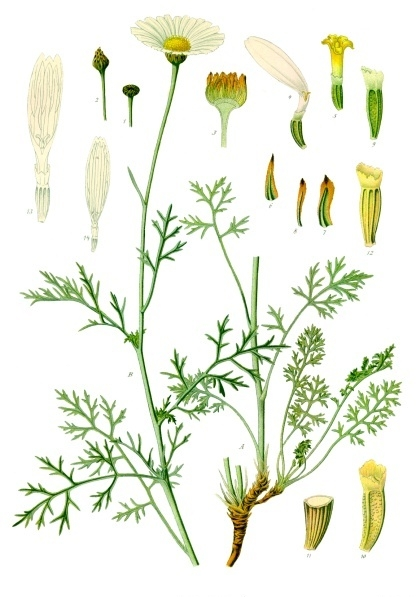
Tanacetum cinerariifolium
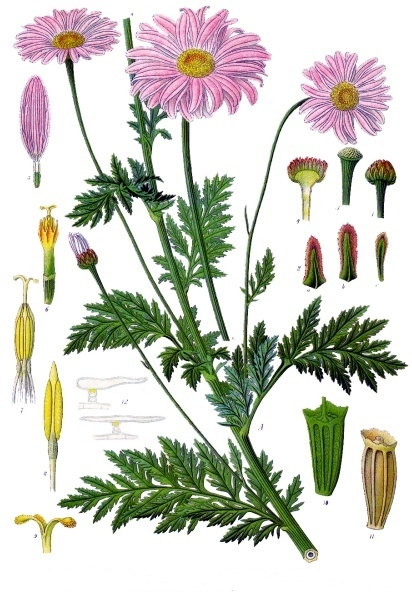
Tanacetum coccineum
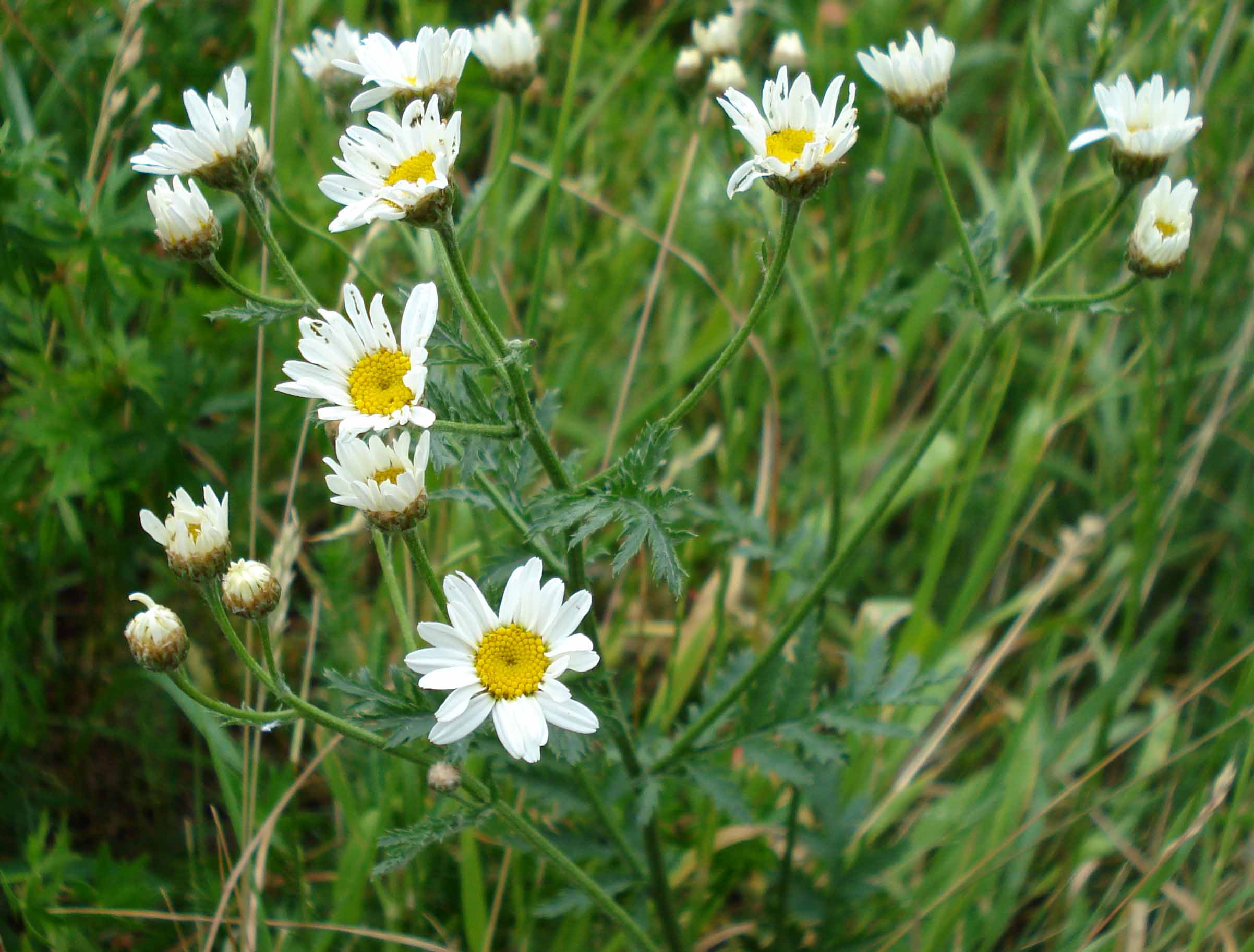
Tanacetum corymbosum
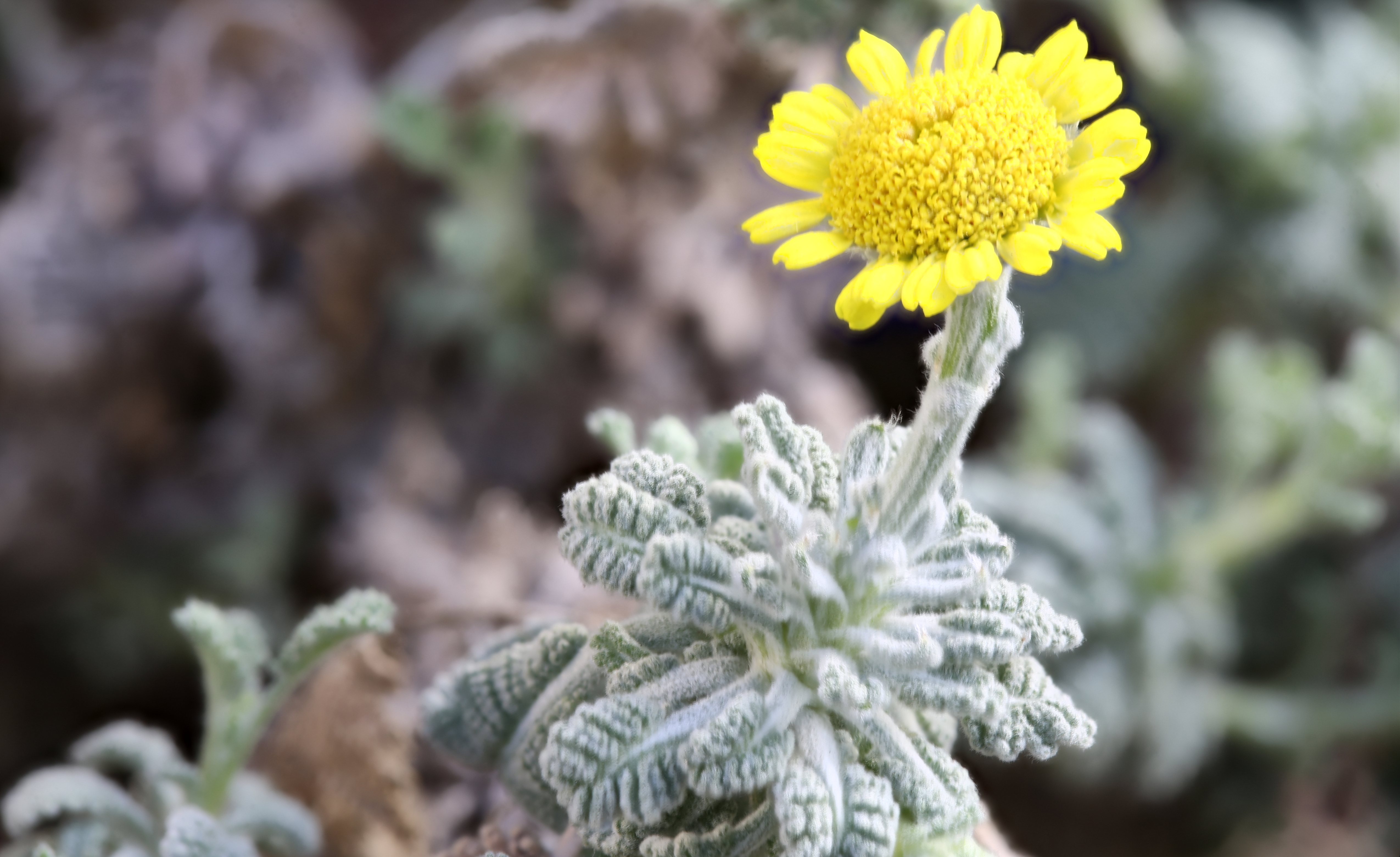
Tanacetum densum
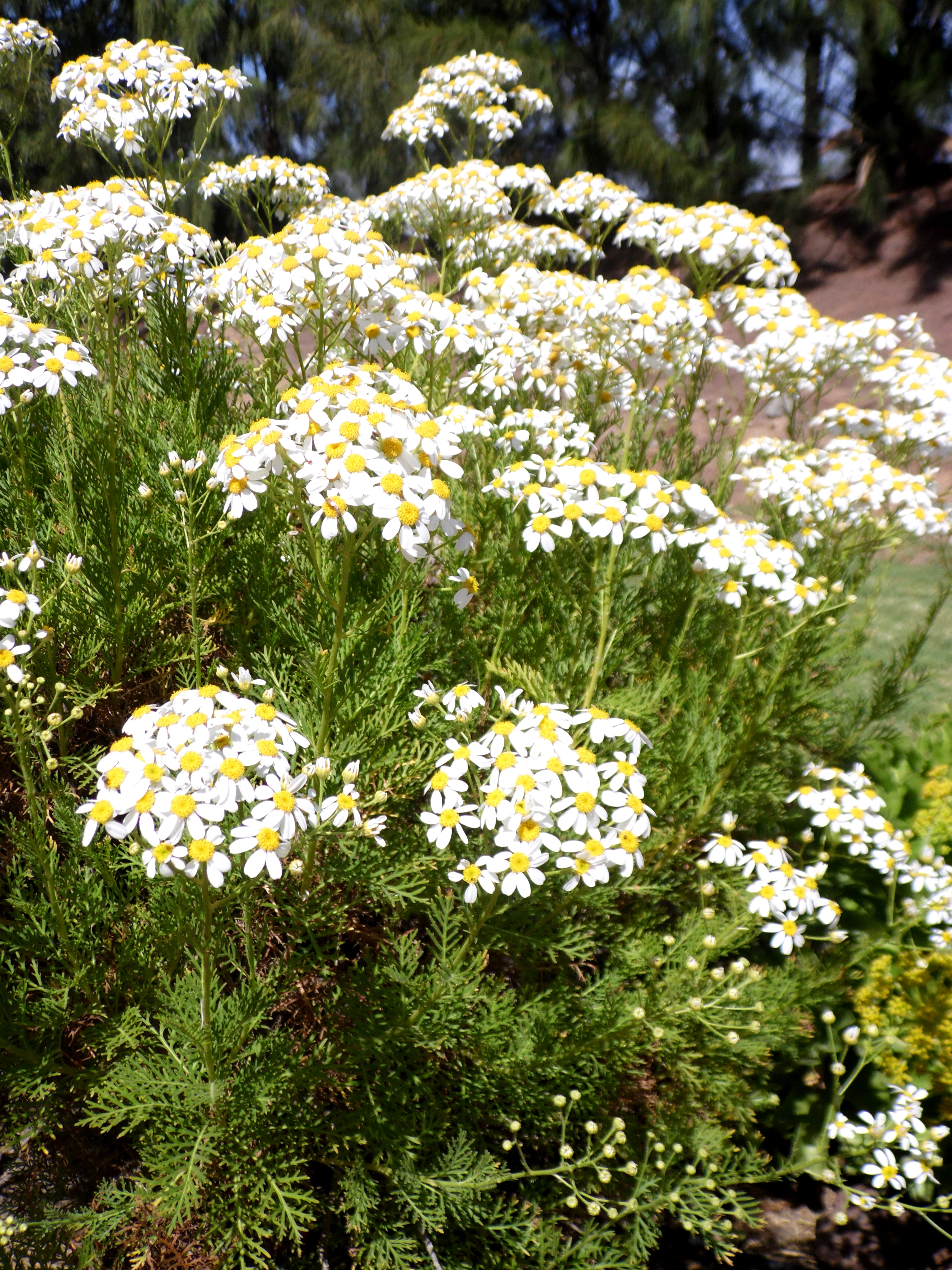
Tanacetum ferulaceum
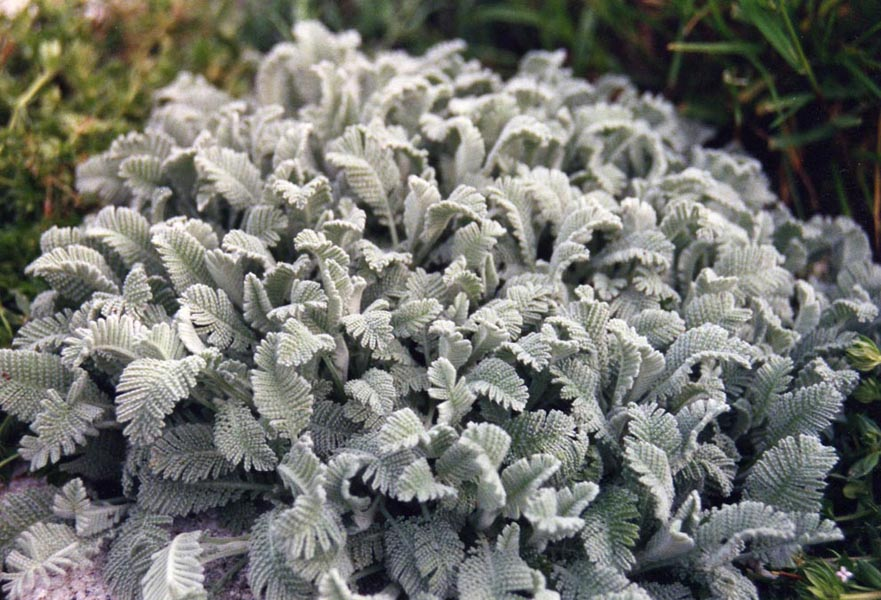
Tanacetum haradjanii
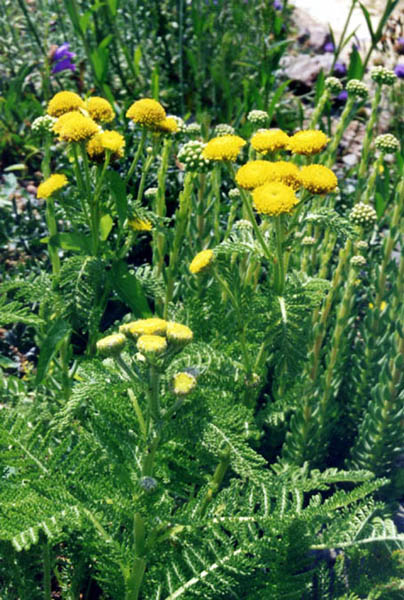
Tanacetum huronense
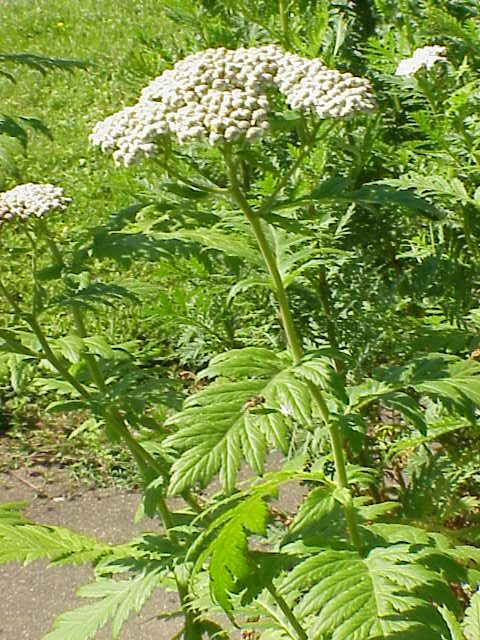
Tanacetum macrophyllum
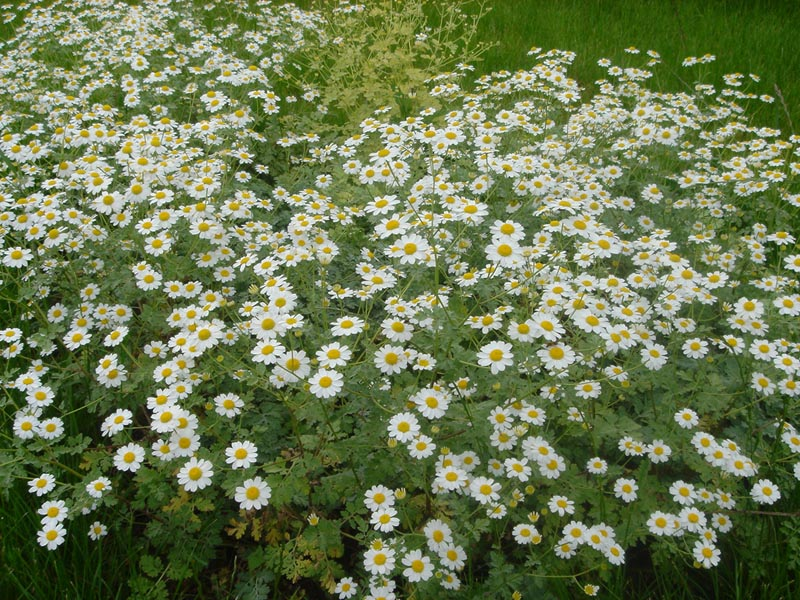
Tanacetum niveum
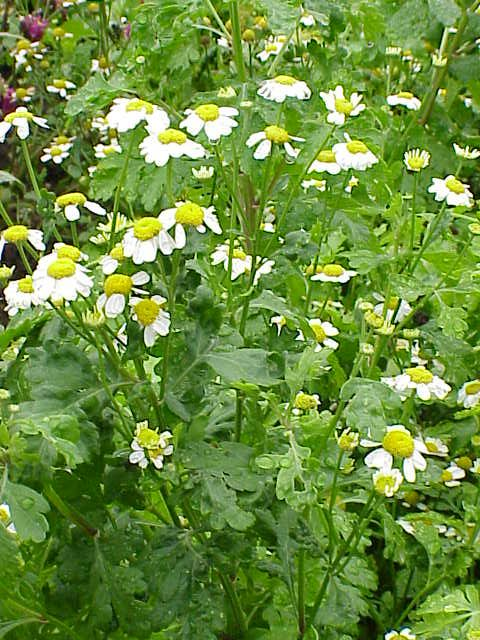
Tanacetum parthenium
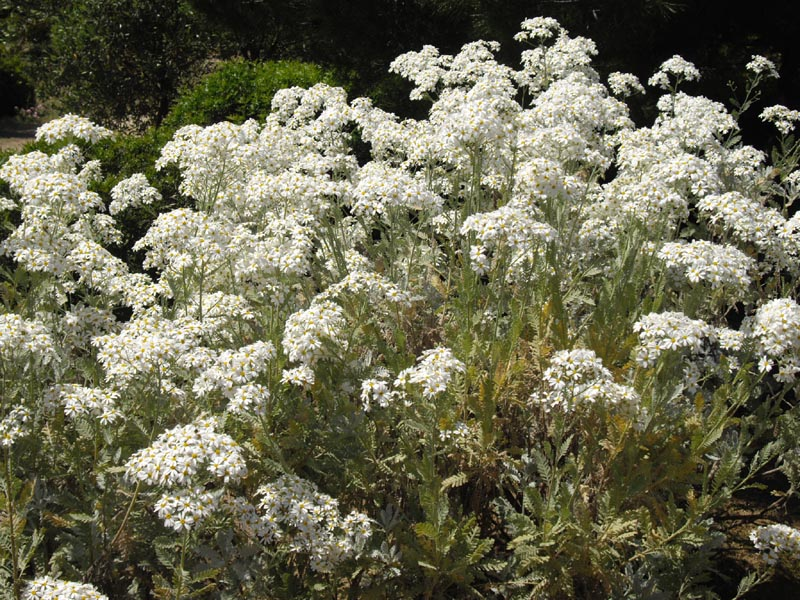
Tanacetum ptarmiciflorum
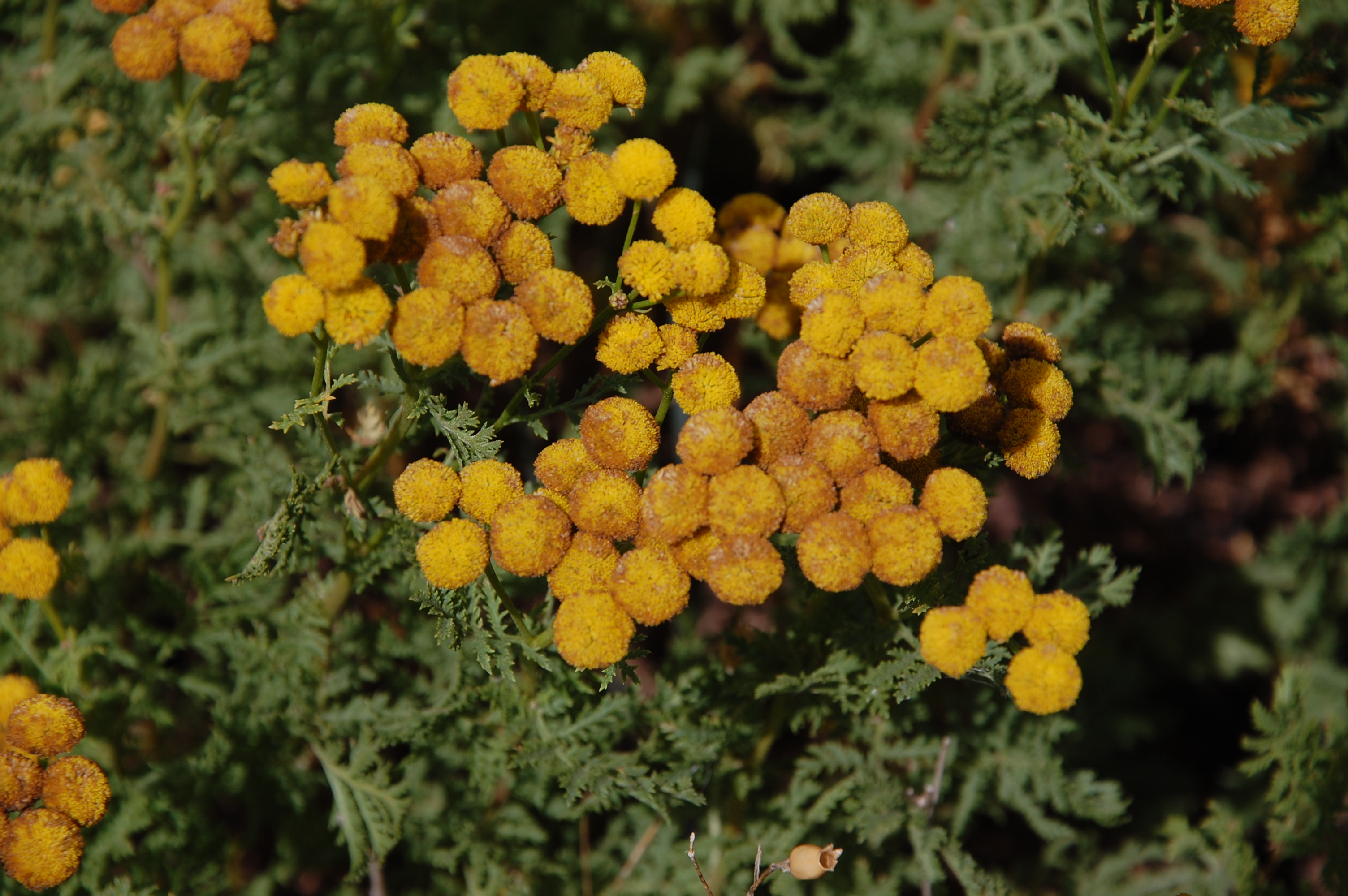
Tanacetum siculum
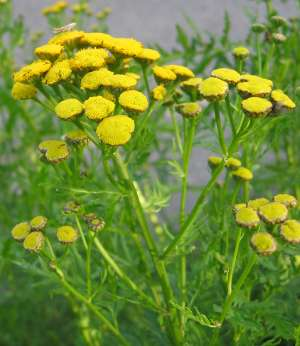
Tanacetum vulgare